# China-Southern-Airlines-Flug 3943
China-Southern-Airlines-Flug 3943 war ein Linienflug von Guangzhou nach Guilin, der am 24. November 1992 mit dem Absturz einer Boeing 737-300 im Anflug auf den Flughafen Guilin-Qifengling endete. Alle 141 Insassen kamen bei dem Unfall ums Leben.

## Unfallhergang
Die Besatzung der auf dem Flughafen Guangzhou-Baiyun (alt) gestarteten Maschine der China Southern Airlines hatte von der Flugsicherung eine Freigabe für einen Sinkflug auf 2130 Meter (7000 Fuß) erhalten, um im Anschluss einen Sichtanflug auf die Landebahn 36 des Flughafens Guilin-Qifengling durchzuführen. Während des Sinkflugs war die Leistung der Triebwerke von der automatischen Schubkontrolle (Autothrottle) auf Leerlaufschub (Idle Thrust) abgesenkt worden.
Als die Piloten in einer Höhe von 7000 Fuß in den Horizontalflug übergingen, erhöhte die automatische Schubkontrolle die Leistung der Triebwerke wieder, um die Geschwindigkeit zu halten. Unbemerkt von der Besatzung bewegte sich jedoch nur der Schubhebel für das linke Triebwerk, während der Schubhebel für das rechte Triebwerk 2 weiterhin in Leerlaufstellung verblieb. Durch die asymmetrische Schubverteilung kippte die Boeing 737 über die rechte Tragfläche ab und ging in einen unkontrollierten Sturzflug über. Sie schlug um 7:52 Uhr in der Nähe von Liutang auf.
Mit 141 Todesopfern ist der Unfall nach dem China-Northwest-Airlines-Flug 2303 das bislang zweitschwerste Flugzeugunglück in der Volksrepublik China.